# جیکوب کولمار
جیکوب کولمار (به انگلیسی: Jacob Collamer) زاده ۸ ژانویهٔ ۱۷۹۱ - درگذشته ۹ نوامبر ۱۸۶۵ سناتور سابق عضو حزب جمهوری‌خواه ایالات متحده آمریکا بود. وی در سال ۱۸۵۵ تا ۱۸۵۷ و ۱۸۵۷ تا ۱۸۶۵ میلادی سناتور ایالت ورمانت در سنای ایالات متحده آمریکا بود.